# Kościół ewangelicko-augsburski w Wołczynie
Kościół ewangelicko-augsburski w Wołczynie – ewangelicko-augsburski kościół parafialny, należący do Parafii Ewangelicko-Augsburska w Wołczynie, w diecezji katowickiej, znajdujący się przy ulicy Byczyńskiej w Wołczynie.

## Historia kościoła
W latach czterdziestych XIX wieku powstała w Wołczynie nowa parafia staroluterska, która w 1848 roku zbudowała własny kościół przy ul. Byczyńskiej, ta właśnie świątynia jest obecnie parafialną. W 1925 roku została dobudowana wieża. Pierwszym proboszczem był ksiądz Edward Kellner.